# Championnat du monde féminin de curling 2023
Navigation
Édition précédente Édition suivante
Le Championnat du monde féminin de curling 2023 se déroule à Sandviken en Suède du 18 au 26 mars 2023.
Le format du championnat comporte un tournoi à la ronde de treize équipes. Outre la Suède en tant que pays hôtes, sept autres équipes sont issus du classement des championnats d'Europe 2022 ; cinq équipes qualifiées sont issus du nouveau championnat pancontinental 2022 qui regroupe désormais les championnats de curling Asie-Pacifique et le championnats d'Amérique ;
Les six meilleures équipes se sont qualifiées pour la phase finale avec les quarts de finales sauf les deux meilleures équipes qui entre directement pour les demi-finales.

## Équipes
| Canada | Danemark | Allemagne | Italie | Japon |
| --- | --- | --- | --- | --- |
| Gimli CC Skip: Kerri Einarson Third: Val Sweeting Second: Shannon Birchard Lead: Briane Harris Remplaçante: Krysten Karwacki               | Hvidovre CC & Gentofte CC Skip: Madeleine Dupont Third: Mathilde Halse Second: Denise Dupont Lead: My Larsen Remplaçante: Jasmin Lander      | CC Füssen Skip: Daniela Jentsch Third: Emira Abbes Second: Lena Kapp Lead: Analena Jentsch Remplaçante: Pia-Lisa Schöll            | plusieurs clubs Skip: Stefania Constantini Third: Marta Lo Deserto Second: Angela Romei Lead: Giulia Zardini Lacedelli Remplaçante: Camilla Gilberti | Tokoro CC Skip: Satsuki Fujisawa Third: Chinami Yoshida Second: Yumi Suzuki Lead: Yurika Yoshida Remplaçante: Kotomi Ishizaki       |
| Nouvelle-Zélande | Norvège | Écosse | Corée du Sud | Suède |
| Naseby Indoor Curling Rink Skip: Jessica Smith Third: Holly Thompson Second: Bridget Becker Lead: Natalie Thurlow Remplaçante: Ruby Kinney | Lillehammer CC Fourth: Kristin Skaslien Skip: Marianne Rørvik Second: Mille Haslev Nordbye Lead: Martine Rønning Remplaçante: Maia Ramsfjell | Curl Aberdeen Skip: Rebecca Morrison Third: Gina Aitken Second: Sophie Sinclair Lead: Sophie Jackson Remplaçante: Jennifer Dodds   | Chuncheon CC Skip: Ha Seung-youn Third: Kim Hye-rin Second: Yang Tae-i Lead: Kim Su-jin                                                              | Sundbybergs CK Skip: Anna Hasselborg Third: Sara McManus Second: Agnes Knochenhauer Lead: Sofia Mabergs Remplaçante: Johanna Heldin |
| Suisse | Turquie | États-Unis | | |
| CC Aarau Fourth: Alina Pätz Skip: Silvana Tirinzoni Second: Carole Howald Lead: Briar Schwaller-Hürlimann                                  | Milli Piyango CA Skip: Dilşat Yıldız Third: Öznur Polat Second: Mihriban Polat Lead: Berfin Şengül Remplaçante: İfayet Şafak Çalıkuşu        | Plusieurs clubs Skip: Tabitha Peterson Third: Cory Thiesse Second: Becca Hamilton Lead: Tara Peterson Remplaçante: Vicky Persinger | | |

## Premier tour
- A l'issue des 20 sessions, les 6 premiers sont qualifiés pour la phase finale : les 2 premiers directement en demi-finale, les 4 autres en quarts de finale.

| Pays             | Skip                 | V  | D  | PP | PC  | Manches gagnées | Manches perdues | Manches blanches | Vols pour | Tirs % | DSC   |
| ---------------- | -------------------- | -- | -- | -- | --- | --------------- | --------------- | ---------------- | --------- | ------ | ----- |
| Suisse           | Silvana Tirinzoni    | 12 | 0  | 92 | 36  | 51              | 29              | 12               | 21        | 85.3%  | 33.01 |
| Norvège          | Marianne Rørvik      | 8  | 4  | 71 | 66  | 45              | 42              | 13               | 13        | 82.7%  | 27.94 |
| Canada           | Kerri Einarson       | 7  | 5  | 88 | 74  | 53              | 46              | 5                | 16        | 81.5%  | 23.69 |
| Italie           | Stefania Constantini | 7  | 5  | 75 | 63  | 51              | 47              | 9                | 14        | 81.4%  | 30.70 |
| Suède            | Anna Hasselborg      | 7  | 5  | 74 | 71  | 45              | 43              | 6                | 8         | 81.3%  | 16.00 |
| Japon            | Satsuki Fujisawa     | 7  | 5  | 73 | 66  | 48              | 43              | 13               | 17        | 79.8%  | 29.94 |
| États-Unis       | Tabitha Peterson     | 6  | 6  | 80 | 74  | 48              | 51              | 2                | 13        | 83.3%  | 28.21 |
| Turquie          | Dilşat Yıldız        | 6  | 6  | 68 | 85  | 46              | 44              | 10               | 13        | 76.5%  | 30.14 |
| Corée du Sud     | Ha Seung-youn        | 5  | 7  | 66 | 71  | 47              | 47              | 11               | 12        | 79.5%  | 29.42 |
| Allemagne        | Daniela Jentsch      | 5  | 7  | 58 | 70  | 36              | 51              | 11               | 8         | 77.5%  | 43.04 |
| Danemark         | Madeleine Dupont     | 5  | 7  | 68 | 73  | 44              | 52              | 5                | 10        | 78.1%  | 51.08 |
| Écosse           | Rebecca Morrison     | 3  | 9  | 86 | 90  | 55              | 55              | 1                | 15        | 78.1%  | 63.70 |
| Nouvelle-Zélande | Jessica Smith        | 0  | 12 | 46 | 106 | 35              | 54              | 2                | 13        | 65.7%  | 63.75 |

## Phase finale

### Tableau
Heure locale : UTC+01:00
|  | Quarts de finale | Quarts de finale |               |                        | Demi-finales  | Demi-finales  |  |  | Finale        | Finale        |
|  | Quarts de finale | Quarts de finale |               |                        | Demi-finales  | Demi-finales  |  |  | Finale        | Finale        |
|  |                  |                  |               |                        |               |               |  |  |               |               |
|  | 25 mars à 10h    | 25 mars à 10h    |               |                        | 25 mars à 16h | 25 mars à 16h |  |  | 26 mars à 15h | 26 mars à 15h |
|  | 25 mars à 10h    | 25 mars à 10h    |               |                        | 25 mars à 16h | 25 mars à 16h |  |  | 26 mars à 15h | 26 mars à 15h |
|  | 25 mars à 10h    | 25 mars à 10h    | Suisse        | 8                      |               |               |  |  | 26 mars à 15h | 26 mars à 15h |
|  | Canada           | 6                | Suisse        | 8                      |               |               |  |  | 26 mars à 15h | 26 mars à 15h |
|  | Canada           | 6                | Suède         | 4                      |               |               |  |  | 26 mars à 15h | 26 mars à 15h |
|  | Japon            | 4                | Suède         | 4                      |               |               |  |  | 26 mars à 15h | 26 mars à 15h |
|  | Japon            | 4                | 25 mars à 16h | 25 mars à 16h          | Suisse        | 6             |  |  |               |               |
|  | 25 mars à 10h    |                  | 25 mars à 16h | 25 mars à 16h          | Suisse        | 6             |  |  |               |               |
|  |                  | Norvège          | 25 mars à 16h | 25 mars à 16h          | 3             |               |  |  |               |               |
|  | Italie           | Norvège          | 25 mars à 16h | 25 mars à 16h          | 3             | 3             |  |  |               |               |
|  | Italie           | Norvège          | 8             |                        |               | 3             |  |  |               |               |
|  | Suède            | Norvège          | 8             | 4                      |               |               |  |  |               |               |
|  | Suède            | Canada           | 5             | 4                      |               |               |  |  |               |               |
|  |                  | Canada           | 5             | Match pour la 3e place |               |               |  |  |               |               |
|  |                  |                  |               |                        |               |               |  |  |               |               |
|  | 26 mars à 10h    |                  |               |                        |               |               |  |  |               |               |
|  |                  |                  |               |                        |               |               |  |  |               |               |
|  | Suède            | 5                |               |                        |               |               |  |  |               |               |
|  | Suède            | 5                |               |                        |               |               |  |  |               |               |
|  | Canada           | 8                |               |                        |               |               |  |  |               |               |
|  | Canada           | 8                |               |                        |               |               |  |  |               |               |

### Quarts de finale
| Équipes | 1 | 2 | 3 | 4 | 5 | 6 | 7 | 8 | 9 | 10 | 11 | Total |
| ------- | - | - | - | - | - | - | - | - | - | -- | -- | ----- |
| Canada  | 1 | 0 | 0 | 0 | 1 | 1 | 0 | 1 | 0 | 0  | 2  | 6     |
| Japon   | 0 | 1 | 0 | 1 | 0 | 0 | 1 | 0 | 0 | 1  | 0  | 4     |

| Équipes | 1 | 2 | 3 | 4 | 5 | 6 | 7 | 8 | 9 | 10 | Total |
| ------- | - | - | - | - | - | - | - | - | - | -- | ----- |
| Italie  | 0 | 0 | 0 | 0 | 0 | 2 | 0 | 0 | 1 | 0  | 3     |
| Suède   | 0 | 1 | 1 | 0 | 0 | 0 | 0 | 1 | 0 | 1  | 4     |

### Demi-finales
| Équipes | 1 | 2 | 3 | 4 | 5 | 6 | 7 | 8 | 9 | 10 | Total |
| ------- | - | - | - | - | - | - | - | - | - | -- | ----- |
| Suisse  | 2 | 0 | 0 | 2 | 0 | 0 | 2 | 0 | 2 | X  | 8     |
| Suède   | 0 | 0 | 2 | 0 | 0 | 1 | 0 | 1 | 0 | X  | 4     |

| Équipes | 1 | 2 | 3 | 4 | 5 | 6 | 7 | 8 | 9 | 10 | Total |
| ------- | - | - | - | - | - | - | - | - | - | -- | ----- |
| Norvège | 1 | 0 | 0 | 3 | 0 | 0 | 1 | 0 | 3 | X  | 8     |
| Canada  | 0 | 0 | 2 | 0 | 1 | 1 | 0 | 1 | 0 | X  | 5     |

### Troisième place
| Équipes | 1 | 2 | 3 | 4 | 5 | 6 | 7 | 8 | 9 | 10 | Total |
| ------- | - | - | - | - | - | - | - | - | - | -- | ----- |
| Suède   | 0 | 0 | 1 | 0 | 0 | 2 | 0 | 1 | 1 | X  | 5     |
| Canada  | 2 | 1 | 0 | 2 | 1 | 0 | 2 | 0 | 0 | X  | 8     |

### Finale
| Équipes | 1 | 2 | 3 | 4 | 5 | 6 | 7 | 8 | 9 | 10 | Total |
| ------- | - | - | - | - | - | - | - | - | - | -- | ----- |
| Suisse  | 0 | 1 | 0 | 1 | 0 | 0 | 1 | 0 | 1 | 2  | 6     |
| Norvège | 0 | 0 | 0 | 0 | 2 | 0 | 0 | 1 | 0 | 0  | 3     |